# Bangladesh Railway
Bangladesh Railway (in bengalese বাংলাদেশ রেলওয়ে) è la società pubblica che gestisce il trasporto ferroviario in Bangladesh.
Caratteristica del sistema ferroviario del paese è l'essere diviso in due aree (est e ovest) separate dal fiume Jamuna, con un unico ponte che mette in relazione le due parti.